# Zinkelektrolyt
Zinkelektrolyte gehören zu den wichtigsten Elektrolyttypen der Galvanotechnik. Das Element Zink gehört mit einem Gleichgewichtspotenzial Zn/Zn2+ = −0,763 V zu den relativ unedlen Metallen. Zink ist im sauren und im alkalischen Bereich löslich; deshalb konnten sowohl saure als auch alkalische Elektrolyttypen entwickelt werden.

## Elektrochemische Abscheidung von Zink

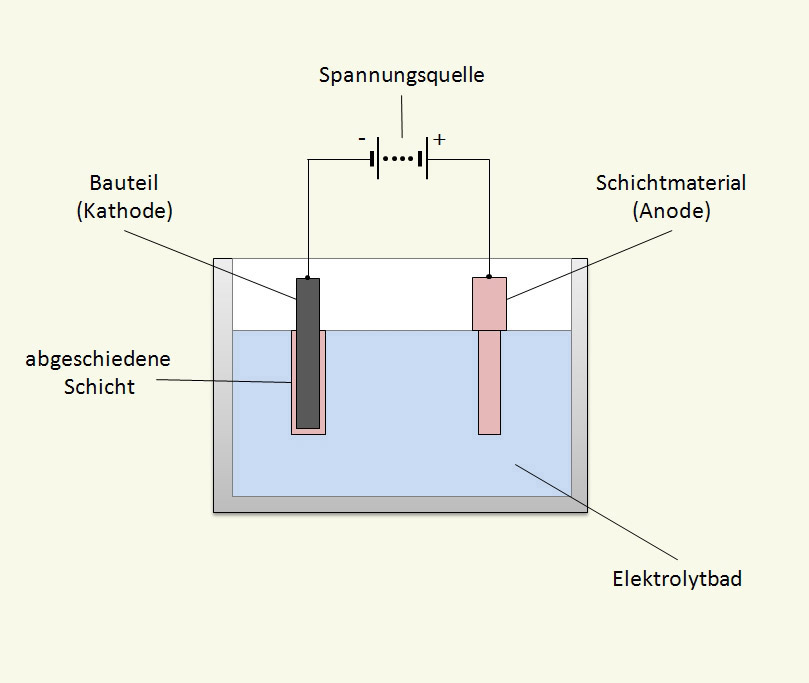
Schema des elektrochemischen Galvanisierens

Elektrolytisch abgeschiedene Zinkschichten haben eine metallisch-bläulich-weiße Farbe. Wenn die Zinkschicht einen hohen Glanzgrad hat, besteht eine Verwechslungsgefahr mit Chromüberzügen. Oft wird die Farbe von elektrolytisch verzinkten Teilen nachträglich durch eine Passivierung oder Chromatierung verändert (bläulich, irisierend, gelb, schwarz). Kleinteile aus Stahl werden als Schüttgut in einer Trommel verzinkt, mittelgroße oder dekorativ besonders anspruchsvolle Teile werden zum Verzinken auf ein Gestell aufgesteckt. Das zu verzinkende Werkstück wird als Kathode geschaltet. Im Gleichstrom scheidet sich dann eine feinkristalline Zinkschicht auf der Oberfläche ab.
Weiterhin können in kontinuierlichen elektrolytischen Verzinkungsanlagen Stahlbänder (Bandstahl, U-Durchlauf durch eine Galvanikzelle) zum Beispiel Tiefziehbleche für Karosserien oder Hausgerätechassis verzinkt werden. Die galvanische Verzinkung bietet gegenüber dem Feuerverzinken den Vorteil einer nachfolgend besseren Lackierbarkeit und erzeugt geringe, gleichmäßige Schichtdicken.
Beim sogenannten Gravitel-Verfahren (Salzgitter AG) werden in der Bandstahl-Durchlaufzelle unlösliche Titan-Anoden eingesetzt – das Zink wird stattdessen als Ion laufend der Elektrolytlösung zugeführt.

## Zinkelektrolyttypen
Nach ihrer Elektrolytzusammensetzung unterscheidet man grob in saure und alkalische Zinkelektrolyte. Ein weiteres Unterscheidungsmerkmal ist, ob sie Cyanide enthalten und in welcher Konzentration diese vorliegen. Daneben unterscheidet man noch Aussehen der gebildeten Schichten. So ist bei schwarzen Schichten auch von Schwarzzinkelektrolyten die Rede und Zinkelektrolyte mit Kupferzusatz werden auch als Weiß-Messing-Elektrolyte bezeichnet.
Schwachsaure und cyanidfreie Elektrolyte stellen besonders hohe Anforderungen an die Vorbehandlung der Oberfläche, während cyanidhaltige Elektrolyte (besonders im Trommelverfahren) mit einer einfachen Abkochentfettung auskommen.
Die Badführung muss bei den schwachsauren und cyanidfreien Elektrolyten besonders präzise sein, während die cyanidhaltigen (besonders die hochcyanidhaltigen) Elektrolyte in einem weiten Bereich der chemischen Konzentration, der Stromdichte und der Badtemperatur zufriedenstellend arbeiten.
Von den verschiedenen Elektrolyten hat der hochcyanhaltige Typ die beste Streufähigkeit und der saure Typ die schlechteste. Dementsprechend hätte ein Bauteil nach der sauren Verzinkung die größten Schichtdickenunterschiede an verschiedenen Stellen der Oberfläche.
Für viele galvanischen Verzinkungsverfahren gilt, dass sie organische Additive benötigen, damit sich nicht eine pulvrig-schwarze, sondern eine haftfeste und glänzende Schicht bildet. Diese Glanzzusätze sind polare Substanzen, die sich im elektrischen Feld auf der Oberfläche anlagern und dort als Inhibitoren wirken, also das Kristallwachstum hemmen und so sehr feinkristalline Strukturen erzeugen. Im schwachsauren Elektrolyten werden zusätzlich Tenside benötigt, die die Oberfläche benetzen und die Glanzzusätze emulgieren.

### Saure Zinkelektrolyte
Starksaure Zinkelektrolyte enthalten bis zu 750 g Zinksulfat pro Liter sowie zusätzlich Leitsalz (und arbeiten bei einem pH-Wert von 3,0 bis 4,5). Sie werden eingesetzt, wenn schnelle Zinkabscheidung und damit hohe Stromdichten nötig sind. Damit bei diesem pH-Wert das relativ unedle Zink abgeschieden wird, ist eine hohe Wasserstoffüberspannung erforderlich. Das bewirkt, dass saure Zinkelektrolyte empfindlich gegen Verunreinigungen von elektropositiveren Elementen sind, bei deren Anwesenheit die Wasserstoffüberspannung sinkt und schwammige Zinküberzüge entstehen. Die Stromdichte in sauren Zinkelektrolyten kann Werte von 50 bis 200 A/dm2 erreichen.
Für die Verzinkung von Bandstahl werden Elektrolyte auf Sulfate-Basis verwendet, die mit oder ohne Additiv betrieben werden.
Bei schwachsauren Zinkelektrolyten ist das Leitsalz üblicherweise Kaliumchlorid, der pH-Wert wird mit Borsäure gepuffert.
Besonders dekorative Schichten lassen sich aus schwach sauren Elektrolyten abscheiden, in denen Zinkchlorid durch Ammoniumchlorid stabilisiert wird. Elektrolyte dieser Zusammensetzung bewirken oft nur eine geringe Wasserstoffversprödung, weshalb sie auch für Federstahl empfohlen werden.
Die höchste Abscheidegeschwindigkeit lässt sich mit dem schwachsauren Elektrolyten erreichen.

### Alkalische Zinkelektrolyte
Nach der Cyanidkonzentration unterscheidet man diese in:
- hochcyanidhaltige Zinkelektrolyte auf der Basis von Kalium- oder Natriumcyanid und Hydroxiden (der Cyanidgehalt liegt etwa zwischen 75 und 150 g/l)
- cyanidarme Zinkelektrolyte (der Cyanidgehalt liegt etwa zwischen 10 und 30 g/l)
- alkalische (cyanidfreie) Zinkelektrolyte (das Leitsalz ist Natrium- oder Kaliumhydroxid)

Die am häufigsten eingesetzten alkalischen Zinkelektrolyte sind alkalisch-cyanidische Zinkelektrolyte. Sie enthalten das Zink als Cyanokomplex Na2[Zn(CN)4] mit pro Liter 55 bis 65 g Zn(CN)2 und 80 bis 100 g NaCN. Dazu werden 80 bis 100 g NaOH und eventuell Glanzzusätze und ähnliches gegeben. Im Vergleich zu sauren Zinkelektrolyten sind Schichten aus alkalisch-cyanidischen Bädern feinkörniger.
Die cyanidischen Badtypen stellen besondere Anforderungen an die Abwasserbehandlung (Entgiftung) und die Arbeitssicherheit (Umgang mit giftigen Stoffen).
Bei der Zinkabscheidung in cyanidhaltigen Elektrolyten entsteht viel Wasserstoff. Besonders bei Stählen mit höherer Festigkeit kommt es durch den Wasserstoff zur Versprödung, die durch nachträgliches Tempern wieder beseitigt werden muss. Bei Teilen, die besonders anfällig gegen Versprödung sind, wird aus diesem Grund oft der saure Elektrolyttyp gewählt.
Alkalisch-cyanidfreie Elektrolyte sind Pyrophosphatbäder mit K6[Zn(P2O7)2] als Elektrolyt und Zinkatbäder mit Na[Zn(OH)4] als Zinksalz. Zinkpyrophosphatbäder arbeiten bei 20 bis 50 °C und pH 8–10 mit 1–5 A/dm2. Zinkatbäder arbeiten entsprechend bei 20 bis 30 °C mit Stromdichten von 1–3 A/dm2.

### Neutrale Zinkelektrolyte
Als neutrale Elektrolyte werden solche bezeichnet, die im schwach sauren bis schwach alkalischen pH-Bereich arbeiten. Wegen ihrer geringen elektrischen Leitfähigkeit sind sie jedoch nicht sehr verbreitet. Eine wichtige Ausnahme bilden jedoch die neutralen Zinkelektrolyte, die im pH-Wertbereich von 7,5–8,8 arbeiten. Sie enthalten zwei oder mehr zinkhaltige Komplexe, die in einem bestimmten Konzentrationsverhältnis gehalten werden müssen. Bei der ersten Kategorie handelt es sich um Ammoniumchloridzinkat-Komplexe der Zusammensetzung Zn[(NH3)2Cl2] oder Zn[(NH4)2Cl4], bei der zweiten Kategorie um Zink in Chelatform mit Polyhydroxycarbonsäure.
Eine typische Zusammensetzung eines solchen Elektrolyten wäre demnach:
- 26–52 g/l Zink (als Metall)
- 105–165 g/l Chlorid (als Cl−-Ion)
- 45–90 g/l Chelatbildner